# 欧洲科学院
欧洲科学院，或译欧洲人文和自然科学院是位于英国伦敦的一个独立的学术组织和欧洲联盟的人文和科学院。欧洲科学院于1988年成立，由皇家学会和其它的欧洲国家的科学院共同发起，作为代表整个欧洲的科学院，它包含了所有的学术领域。 欧洲科学院从欧洲理事会的47个成员国根据学术成就选举院士。每年选举结果公布时，众多组织均作为重大的荣誉予以庆祝。 当选的院士有权利在姓名后添加MAE的荣衔。
在欧盟委员会创立的科学顾问机制中，欧洲科学院是欧洲联盟的官方顾问。 在秘书处的协助下，欧洲科学院与其他学术机构共同组建“欧洲科学院科学政策顾问委员会”。 顾问委员会借助代表欧洲大陆的欧洲科学院和欧洲超过100个国家学院的学识，共同向欧盟委员会提供独立的咨询建议。

## 历史
1985年，在巴黎举行的欧洲各国科技部长会议上，成立“欧洲科学院”的设想被首次提出。此后，这项工作由皇家学会（英国）负责推进，这也导致了1986年6月的伦敦会议，出席者包括Arnold Burgen（英国）、Hubert Curien（法国）、Umberto Columbo（意大利）、David Magnusson（瑞典）、Eugen Seibold（德国）、Ruud van Lieshout（荷兰）。大家赞同，确实需要这一新的组织。两个核心的目标为：
- 代表欧洲的科学家表达思想和意见。
- 协调和代表欧洲各国研究机构的利益。

欧洲科学院的目标被特别的保持广泛，覆盖人文、社会和自然科学、这将确保跨学科的讨论和活动。欧洲科学院最初的工作包括每年举行的院士年会、多学科的研讨会、跨学科的学术期刊、新闻报道、提供独立的顾问意见、增加欧洲内部的学术流动性、提高公众对于科学的理解等。
1988年9月，这一新的机构的名称被确定为Academia Europaea，成立大会由首任院长Arnold Burgen主持，在剑桥召开。时任法国科技部长的Hubert Curien乘坐直升机到达，发表了开幕演讲，并代表法国政府向科学院提供积极的支持。Hubert Curien也在未来出任欧洲科学院的第二任院长。欧洲科学院的第一届年会于1989年6月在伦敦召开，此时科学院共有627位院士。
在1989年以后，欧洲大陆在科学、政治、经济等领域都经历了重大的变化。欧洲科学院也应之不断发展，从创建时一个由西欧学者主导的组织，成为目前完全独立、真正覆盖整个欧洲大陆的科学院。
欧洲科学院的运营资金包括创建时设立的基金、成员国的捐赠、特别的项目资金、德国国家科学院等各国科学院的资金支持等。

## 使命
欧洲科学院的使命包括：
- 增强公众对于欧洲学术研究价值的了解和感激。
- 向各国政府和国际组织提供关于科学和学术的建议。

- 鼓励所有知识领域的跨学科研究和国际合作，特别是与欧洲相关的研究。
- 寻找具备跨欧洲重要性的学术问题，提议适当的方式，以确保这些问题被充分的研究。

欧洲科学院将致力于： 
- 鼓励学术、研究、教育方面的最高标准。
- 增进公众对于知识与学术能够带来的社会效益的了解。[12]

## 院长
- Arnold Burgen (1988–1994)
- Hubert Curien (1994–1997)
- Stig Strömholm (1997–2002)
- Jürgen Mittelstraß (2002–2008)
- Lars Walløe (2008-2014)
- Sierd Cloetingh (2014起)

## 学术管理
欧洲科学院的学术管理基于学部的架构。所有的院士当选后均被安排至一个学部。目前，欧洲科学院一共有二十个学部，包括
- 应用与转化生物学[13]
- 行为科学[14]
- 生物化学和分子生物学[15]
- 细胞生物学[16]
- 化学科学[17]
- 古典和东方研究[18]
- 地理和天文科学[19]
- 经济、商业和管理科学[20]
- 历史和考古学[21]
- 信息科学[22]
- 法律[23]
- 语言学[24]
- 文学和戏剧研究[25]
- 数学[26]
- 音乐学、艺术和建筑史[27]
- 组织和进化生物学[28]
- 哲学、神学和宗教研究[29]
- 物理和工程科学[30]
- 生理学和医学[31]
- 社会科学[32]

## 嘉奖和奖项
- 欧洲科学院院士称号每年授予经选定的科学家。
- 伊拉兹马斯奖章和讲座[33]是欧洲科学院每年的重点。它被授予表彰欧洲个人在学术领域的长期成就。
- Burgen奖金[34]表彰博士后级别的年轻欧洲学人，他们需要是成长中的人才和他们学术领域潜在的未来领袖。
- 俄罗斯奖[35]表彰俄罗斯的年轻科学家。
- 欧洲科学院金质奖章[36]授予并非院士的组织或个人，以表彰其对于欧洲科学的贡献。

## 出版物
1993年起，欧洲科学院出版《欧洲评论》。1998年起，《欧洲评论》由剑桥大学出版社联合出版。《欧洲评论》是一份同行评议的国际性季刊。
期刊的管理由独立的委员会负责。《欧洲评论》发表可以引发全世界的知识读者广泛兴趣的学术论文和评论文章。投搞来自于学者、专业人士、政府官员，针对多学科和跨学科的议题。《欧洲评论》也刊发欧洲科学院举办的会议和研讨会的论文。编辑委员会同时邀请主要的意见领袖提供特别的文章和评论。可以在剑桥大学的网站上查阅《欧洲评论》的全文。

## 办公室
欧洲科学院的总部位于伦敦，这也是总秘书处的办公地点。欧洲科学院与区域和地方合作伙伴共同成立了多个区域性的学术中心
- 欧洲科学院弗罗茨瓦夫学术中心[39] - 自从2012年1月起开始运营，主要支持中东欧的学者，聚焦于国际学术活动、暑期学校、学术讲座、高级别专家小组等。
- 欧洲科学院巴塞罗那学术中心[40] - 自从2013年1月起开始运营，聚焦于推进多学科的科学活动，包括人文和社会科学。
- 欧洲科学院卑尔根学术中心[41] - 自从2014年春季开始运营，聚焦于北海地区的学术活动。
- 欧洲科学院格拉茨信息中心[42] - 成立于2010年，负责信息系统的开发和维护。

## 参阅
欧洲科学院不应与以下两个机构混淆。这两个机构未被任何欧洲科学院之间的伞状组织接纳，并被《自然》期刊描述为“争议性组织”。 
- 比利时欧洲科学院（英语：European Academy of Sciences）[43][44]

- 欧洲科学暨艺术學院（英语：European Academy of Sciences and Arts）[45]

另外，还有位于德国汉诺威的欧洲自然科学院（英語：European Academy of Natural Sciences），也是与欧洲科学院无关的社团组织。